# 普罗沃
普罗沃位於美国犹他州，是该州第四大城市。该市在盐湖城南约43英里（69） 处，是大都会区瓦萨其前线的一部分。同时该市也是犹他县的县治及最大城市，美国高等学府杨百翰大学就位于此。

## 简介
该市位于奥勒姆和斯普林维尔之间。根据2020年美國人口普查结果，该市共有115162人。该市亦是普羅沃-奧勒姆都會區的主要城市，该都会区在2010年人口普查中有526810人，是犹他州仅次于鹽湖城都市區的第二大都市区。
该市是美国私立大学杨百翰大学的所在地，由耶稣基督后期圣徒教会负责运转。该市还拥有耶稣基督后期圣徒教会最大的传教士训练中心。这座城市是犹他州技术发展的重点地区，拥有总市值数十亿美元的初创企业。这座城市的山峰冰场是2002年盐湖城冬季奥运会的比赛场地，日舞渡假村位于普罗沃峡谷东北方向13英里（21）处。
2015年，《福布斯》将该市列为“最适合就业的中小城市”之一，美国劳工统计局发现该市是犹他州2015年就业率增长最快的城市。2013年，《福布斯》将该市列为全球第二大最适合经商和就业的城市。该市在社会乐观（2012年）和健康/福祉（2014年）方面排名全球第一。

## 历史

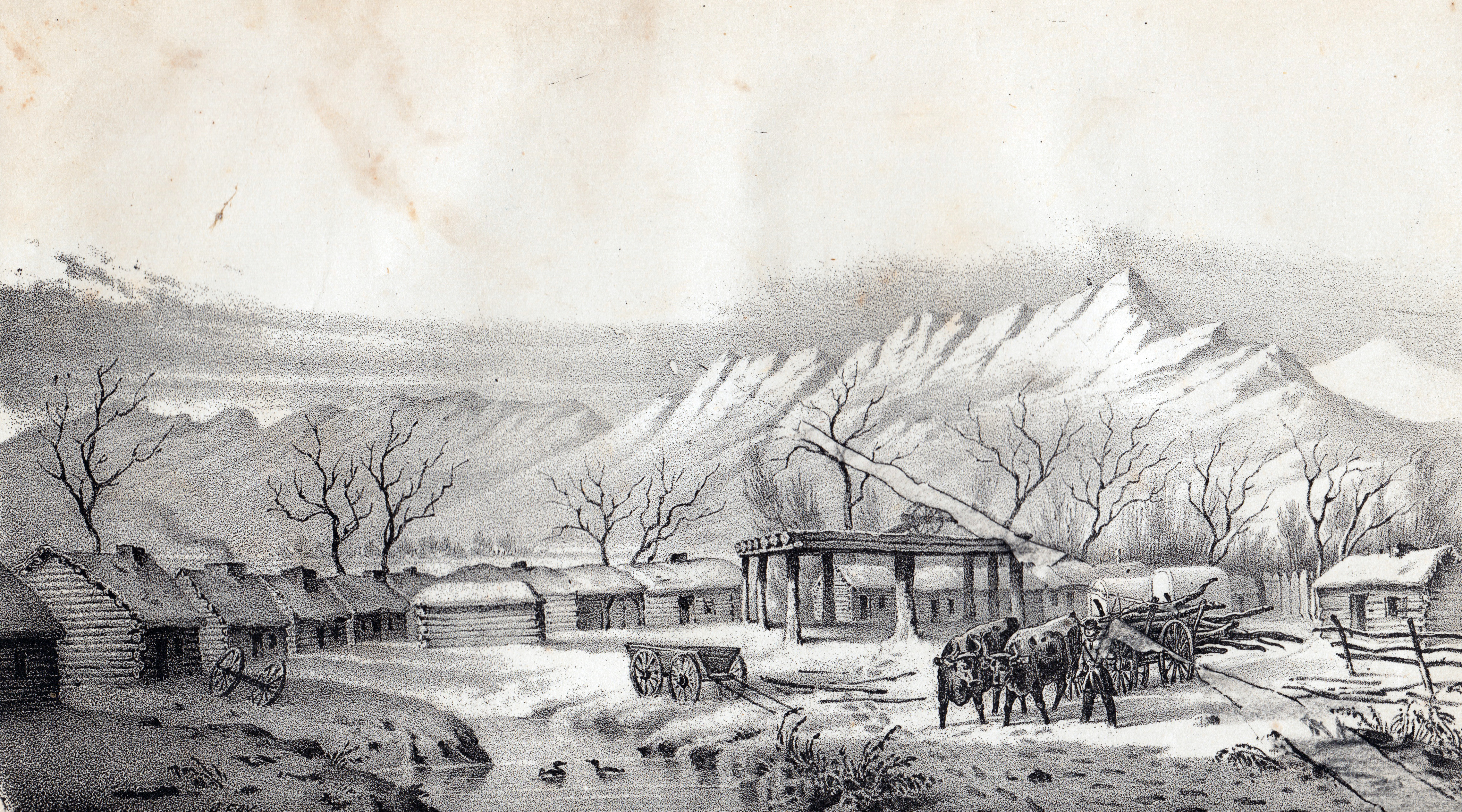
1850年的犹他堡

该市的名字最初叫“廷帕諾戈斯”，来源于犹特语，意思可能是“岩石河”。该地区居住着廷帕諾戈斯人。现在这里是犹他州人口最多的地区之一。来自普罗沃河的充足食物使廷帕诺戈斯人成为爱好和平的民族。该地区也是尤特族和休休尼族传统的聚会场所，同时也是这些民族的宗教圣地。
第一个到访该地的欧洲探险家是西班牙方济各会的传教士西尔维斯特·贝莱斯·德·埃斯卡兰特神父，他于1776年在两个犹特人向导的带领下访问了这里，他还给这两个向导分别取名为“荒野”和“华金”。埃斯卡兰特记录了欧洲人第一次穿越大盆地沙漠的探险。这些欧洲人并没有建立永久定居点，而是选择与原住民进行商业贸易。